# Newton OS
Newton OS是苹果电脑公司（今苹果公司）在 1993年至1997年间为PDA设备Apple Newton开发的的基于ARM架构的操作系统，完全使用C++编写，并经过调整以降低功耗并有效地使用可用内存。许多应用程序都预装在Newton的只读存储器中以便于快速启动及节省用户的随机存取存储器和闪存的存储空间。
1998年2月27日，苹果电脑公司在史蒂夫·乔布斯的授意下停止了对Newton OS和Newton设备的支持，缩简生产线，投入到Macintosh的开发中，此举遭到了爱好者的抗议，但此后未能恢复。

## 设计
Newton OS具有许多当时Classic Mac OS所没有的界面元素，例如抽屉式界面以及淡入淡出动画。Mac OS X发布后，该系统出现了与此类似的动画，类似于Newton OS的手写转换功能也出现在了Mac OS X中，被命名为Inkwell。
以下列出Newton OS的部分功能：
- 声音响应 点击菜单和图标会发出声音；此功能后来在Mac OS 8中引入。
- 图标 与 Macintosh桌面上的打开方式类似，其通过轻触图标打开软件。图标顺序排布就像移动设备的桌面，方便浏览与寻找。
- 选项卡式文档 浏览文档时文档标题显示在屏幕右上角的小选项卡中，像浏览器浏览网页时的选项卡排布一样。
- 屏幕旋转 在Newton 2.0中，屏幕可以旋转以用于绘图或文字处理。
- 文件 可根据娱乐、商务以及个人等对文件进行分类。
- 打印文档 可以打印Newton设备上的文档。
- 发送文件 文件可以通过红外线传输技术发送到另一个Newton，或通过电子邮件、传真使用发送。
- 菜单 类似于Mac OS中的任务栏，但菜单标题显示在屏幕底部的小矩形中。

Newton OS的许多功能被认为是在手写运算发展的背景下对其最好的理解。

## 软件
1993年Newton PDA发布后不久，苹果公司开发人员对新的Newton OS API并没有太多的关注，而是对为Macintosh和Windows平台开发更感兴趣。直到两年后，开发人员才看到为Newton OS开发软件的潜在市场。 该系统中程序是由第三方开发人员制作的，包括用于增强Newton OS 1.x体验不佳的手写识别技术的软件。
以下列出部分Newton OS的预装软件：
- Works 用于绘图和文字处理的程序，具有若干典型功能如：标尺、页边距、分页符、格式、打印、拼写检查以及查找和替换文字的工具。
- 笔记 创建提醒事项以及使用手写识别功能书写。
- 日历 安排日程与特殊事项的软件。
- 通讯录 储存复杂联系人信息的软件。
- 换算 提供公制转换、货币转换、贷款和按揭计算器（英语：Mortgage calculator）等功能的软件。
- 计算器 进行基础以及部分复杂运算的软件。
- 时钟 包括闹钟、计时器与时区显示功能。
- 图书阅读器 支持阅读电子书。

## 版本历史
| 发布日期       | 系统版本 |
| -------------- | -------- |
| 1993年8月3日   | 1.0      |
| 1993年10月30日 | 1.1      |
| 时间未确定     | 1.2      |
| 1994年3月4日   | 1.3      |
| 1996年3月14日  | 2.0      |
| 1997年3月21日  | 2.1      |

## 手写运算及其评价
Newton设备使用基于苏联科学家斯捷潘·帕奇科夫领导的ПараГраф国际公司开发的手写系统CalliGrapher，早期版本尚有缺点致使该功能遭到负面评价，但Newton OS 2.0发布后其手写识别准确程度大为提高，其中的印刷文本识别一直到大约十年后亦受到评论家、软件测试人员以及使用者的良好评价，如Pen Computing的编者布利肯斯德弗评论道“它在（Newton）MP 2000和2100上效果非常好，我多年一直使用，譬如讲座时做笔记，也常常在飞机上写整篇文章”莱恩德·卡赫尼评价“手写识别令人难以置信……早期的模型笨重、昂贵且漏洞多；苹果对牛顿的销售做得很差，它被广泛嘲笑。”该功能是由苹果公司先进技术开发集团开发的，2012年被评价为“世界上的首个可以算是真正实用的手写识别系统”。Newton OS可识别图形、英语手写体乃至草书，亦可用手写笔唤出虚拟键盘输出文本字，同时对拉丁字母o、数字0及θ等形状相似的字母的识别精度加以提高。在手写文本时会出现“虚拟光标”展示手写文本识别后会被插入到何处，同时文本字的字体亦在Newton OS 2.0中改为全新的无衬线字体以取代以前的“Simple”字体。

## 另请参阅
- Apple Newton
- EMate 300（英语：EMate 300）
- 手写运算
- iPadOS 14[註 2]

## 脚注
1. ↑  “ПараГраф”的意思是“段落”，英语翻译为“ParaGraph”。
2. ↑  iPadOS 14中推出“随手写”功能，可以把手写字转换为文本字。